# Рамош
Рамош (романш. Ramosch) — деревня и бывшая коммуна в Швейцарии, в кантоне Граубюнден. 
Входит в состав региона Энджадина-Басса/Валь-Мюштайр (до 2015 года входила в округ Инн).
Официальный код — 3751.

## История
1 января 2013 года коммуны Рамош и Члин были объединены в новую коммуну Вальзот.

## География
Площадь коммуны составляет 84,02 км². 32,7 % территории занимают сельскохозяйственные угодья; 26,5 % — леса; 0,7 % — населённые пункты и дороги и оставшиеся 40,1 % — не используются (горы, ледники, реки). Расположена вдоль реки Инн.

## Население
Население Рамоша по данным на 2011 год составляет 483 человека. По данным на 2000 год гендерный состав населения был следующим: 50,2 % — мужчины и 49,8 % — женщины. Распределение населения по возрастным группам было следующим: 12,5 % — младше 9 лет; 7,7 % — от 10 до 14 лет; 6,6 % — от 15 до 19 лет; 8,4 % — от 20 до 29 лет; 12,3 % — от 30 до 39 лет; 14,3 % — от 40 до 49 лет; 12,3 % — от 50 до 59 лет; 9,5 % — от 60 до 69 лет; 9,5 % — от 70 до 79 лет; 5,7 % — от 80 до 89 лет и 1,1 % — старше 90 лет.
Динамика численности населения коммуны по годам:
| 1850 | 1900 | 1950 | 2000 | 2010 |
| ---- | ---- | ---- | ---- | ---- |
| 621  | 558  | 565  | 440  | 484  |

## Языки
По данным переписи 2000 года 84,09 % населения назвали родным языком романшский; 13,86 % — немецкий и 0,45 % — итальянский.

## Галерея

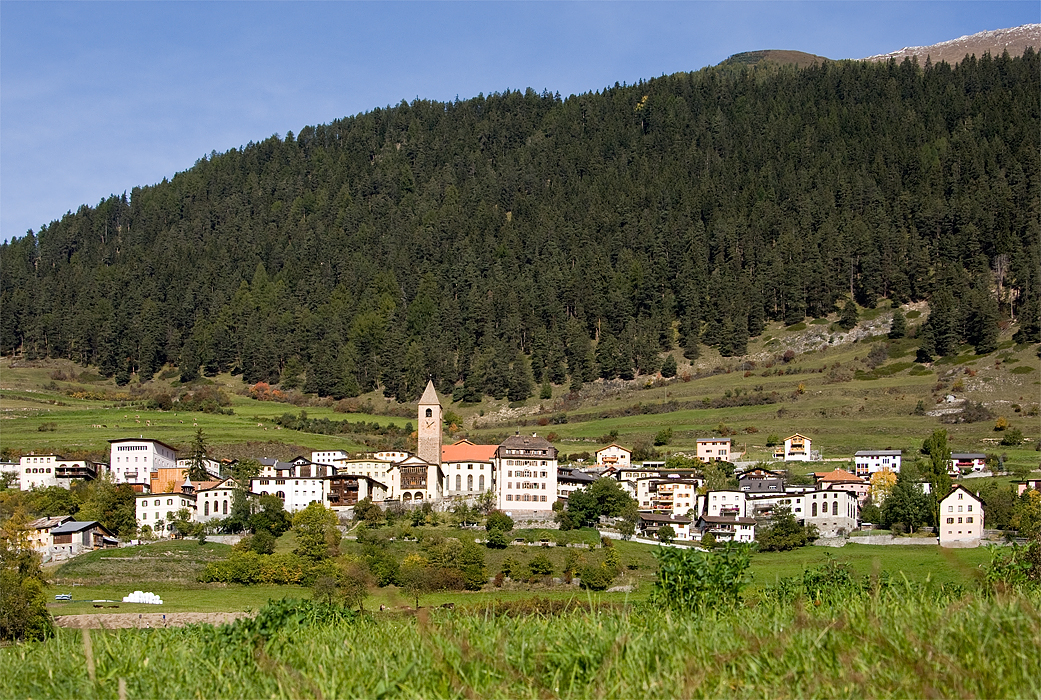
Вид на Рамош
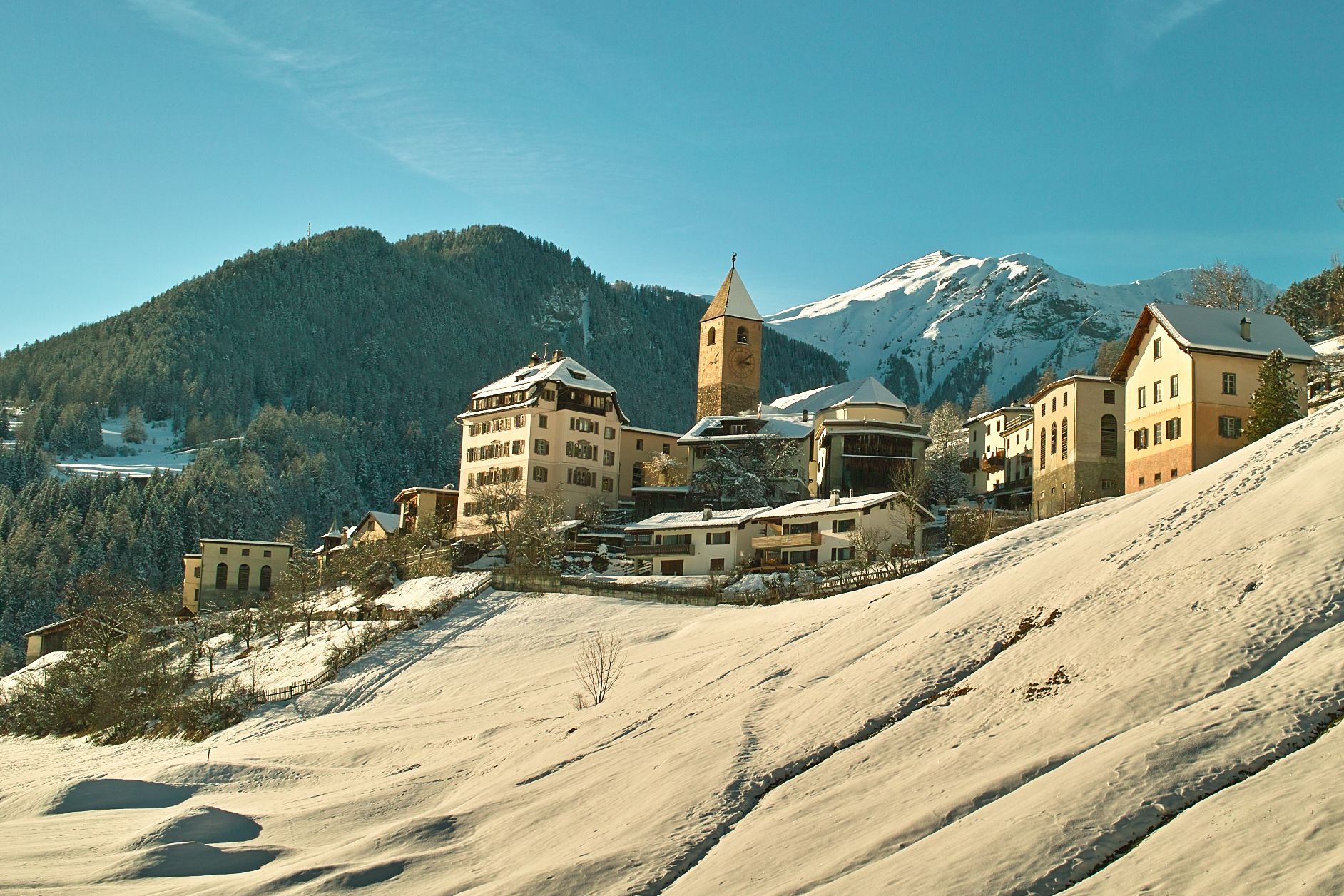
Рамош зимой
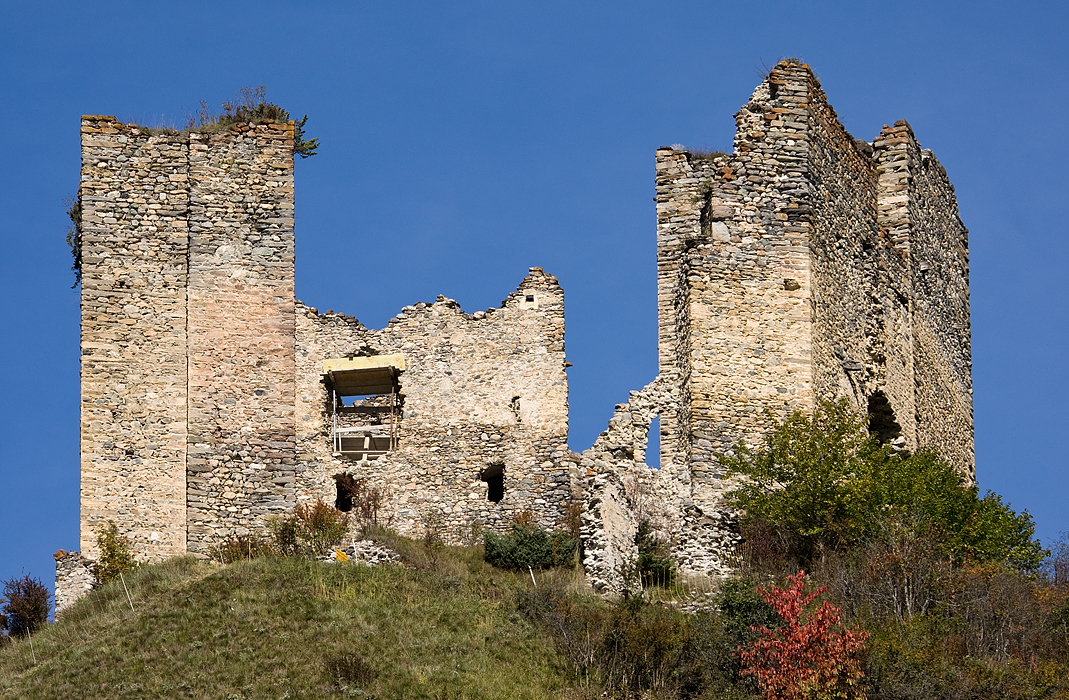
Руины замка